# Портрет дівчини з собакою роботи Тараса Шевченка

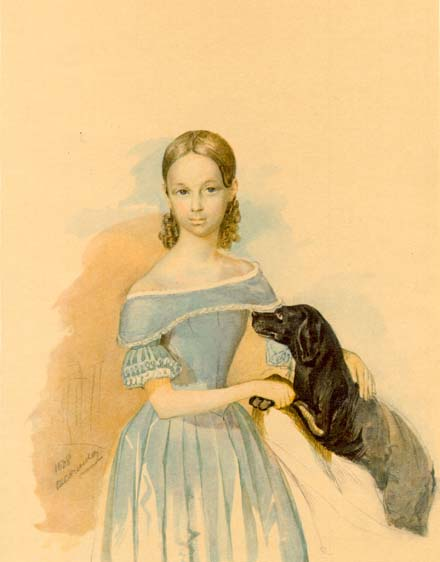
Портрет дівчини з собакою роботи Тараса Шевченка

«Портрет дівчини з собакою» — (бристольський картон, акварель, 24,6×19,4) — портрет, що його виконав Шевченко у Петербурзі у 1838 році. Ліворуч унизу є дата та авторський підпис: «Тарас Шевченко. 1838». Існують припущення, що портретована — дочка лейбмедика Федорова. Зберігається в Державному музеї Тараса Шевченка.